# 婚外子相続差別訴訟
婚外子相続差別訴訟（こんがいしそうぞくさべつそしょう）とは男女間に生まれた婚外子（非嫡出子）の遺産相続の取り分を結婚した男女の婚内子（嫡出子）の半分とする民法第900条第4号但し書きの規定について、平等権を規定した日本国憲法第14条に違反するとして争われた訴訟。

## 概要

### 事件と下級審
東京都の男性の相続の例
2001年7月25日に東京都の男性が死亡し、婚内子（嫡出子）3人と婚外子（非嫡出子）2人がいたが、婚外子（非嫡出子）側が「民法の相続規定は違憲・無効」と主張して、婚内子（嫡出子）と同等の取り分を求めて家事審判となった。
2012年3月26日の東京家裁及び2012年6月22日の東京高裁では婚外子（非嫡出子）側の主張を認めなかった。そのため、婚外子（非嫡出子）側が特別抗告をした。
和歌山県の男性の相続の例
2001年11月に和歌山県の男性が死亡し、婚内子（嫡出子）2人と婚外子（非嫡出子）2人がいたが、婚外子（非嫡出子）側が「民法の相続規定は違憲・無効」と主張して、婚内子（嫡出子）3と同等の取り分を求めて家事審判となった。
和歌山家裁及び大阪高裁では婚外子（非嫡出子）側の主張を認めなかった。そのため、婚外子（非嫡出子）側が特別抗告をした。

### 最高裁
2013年9月4日に最高裁判所大法廷は旧憲法下で制定され1898年10月に施行された民法規定を新憲法でも引き継いだ婚外子相続差別規定について、戦後の家族の形が国民意識が多様化し、諸外国でも差別撤廃が実現していることなどを総合的に考慮し、「子が自ら選択・修正できない事柄を理由として、その子に不利益を及ぼすことは許されないという考えが確立されてきた」と指摘し、裁判の対象の相続が発生した2001年7月にはすでに違憲だったとする違憲判決を下した。一方で、当時から12年経過し相続が決着済みの事案について違憲判断の効力を及ぼすのは「法的安定性を著しく害する」として、混乱回避のため2001年7月から今回の決定までに相続が発生し、裁判や当事者間の合意で決着した相続は覆らないとする判断を示し、決定で審理を高裁に差し戻した。今後、高裁で取り分を同等とする決定が出される見通しである。
最高裁裁判官の1人である寺田逸郎は元法務省民事局長の経歴から審理を回避し、14人による判決であった。
最高裁判決を受けて、国会で遺産相続の取り分について婚外子（非嫡出子）と婚内子（嫡出子）を同等とする民法改正案が同年12月5日に成立し、同月11日に施行された。法施行前でも最高裁決定後に開始した相続ならば、さかのぼって適用する規定も設けられた。

## 過去の判例
1988年に静岡県の女性の死亡について、婚内子（嫡出子）9人と婚外子（非嫡出子）1人がいたが、婚外子（非嫡出子）側が「民法の相続規定は違憲・無効」と主張して、婚内子（嫡出子）と同等の取り分を求めた家事審判では1995年7月5日に最高裁判所大法廷は民法の婚外子相続差別規定について「法律婚の尊重と非嫡出子の保護の調整を図ったもの」とした上で「現行民法は法律婚主義を採用しているのであるから、右のような本件規定の立法理由にも合理的な根拠があるというべき」として合憲としていた。なお、5人の裁判官が民法の婚外子相続差別規定について違憲とする反対意見を表明していた。
その後、5件の小法廷判断（最高裁平成12年1月27日第一小法廷判決、最高裁平成15年3月28日第二小法廷判決、最高裁平成15年3月31日第三小法廷判決、最高裁平成15年10月14日第一小法廷判決、最高裁平成21年9月30日第二小法廷決定）もこれを踏襲して合憲判決を出していたが、常に一部の裁判官が違憲とする反対意見を表明していた。